# 象教寺
象教寺是中国内蒙古自治区通辽市库伦旗的一座藏传佛教格鲁派寺院。

## 历史
库伦旗原属哲里木盟，是清朝漠南蒙古唯一实行政教合一的喇嘛旗，即“锡勒图库伦喇嘛旗”。该旗藏传佛教寺庙众多，地位最高及规模最大者有三大寺，即兴源寺、象教寺、福缘寺。
象教寺位于兴源寺东侧，与兴源寺仅一墙之隔。象教寺创建于清朝康熙九年（1670年），通称“上仓”（“仓”的意思是寓所、公寓），是札萨克达喇嘛居住及办公场所。
象教寺是锡勒图库伦旗政教权力的行使中心。象教寺内受人使唤的格伊格喇嘛在寺外便觉高人一等，轻视其他寺庙的喇嘛。其他寺庙的喇嘛非公事不敢入象教寺，故旧日曾流传俗语：“庙里的燕隼怕仓里的麻雀”。清末民初，象教寺的喇嘛达100多人。
在1947年土改运动开始后，该寺喇嘛遭到解散，佛像、法器销毁，寺院建筑成为库伦旗党政机关的办公场所。
2008年，库伦旗人民政府投资1230万元人民币维修兴源寺、象教寺、福缘寺。此后，三座寺院的原貌逐渐恢复。

## 建筑
象教寺坐北朝南。佛殿只占象教寺占地面积的四分之一，其余四分之三的占地面积为扎萨克达喇嘛居住及会客场所，以及印务处办公场所。中路主要建筑自南向北依次为八字照壁、查玛舞场、山门、弥勒佛殿、垂花门、无量寿佛殿、印务处。
- 八字照壁：位于象教寺山门殿以南。硬山式。高一丈多，东西长约十多丈。[1]
- 查玛舞场：始建于康熙九年（1670年）。占地面积1080平方米。每年农历正月和六月的法会上，举行查玛舞（俗称“跳鬼”、“打鬼”）表演。东、西两侧建有场厅，为观看查玛舞的场所。[1]
- 山门：三间，歇山顶。[1]
- 弥勒佛殿（正殿）：始建于康熙九年（1670年）。三间，单檐大式歇山式。建筑面积184.9平方米。殿内主祀弥勒佛像，有一人高。殿内的梁架彩画绘制十分精美。[1]
  - 东、西配殿：位于弥勒佛殿前东西两侧。2011年前后，东配殿正在用作蒙藏医诊疗室，西配殿正在用作书画展览室。[1]
- 垂花门：弥勒佛殿后为一堵花墙，墙正中为一垂花门。入垂花门便来到无量寿佛殿院落。[1]
- 无量寿佛殿：五间，硬山式。为札萨克达喇嘛的供佛场所。[1]
  - 东、西厢房：无量寿佛殿前东、西各有六间厢房，圆山顶，原来分别同弥勒佛殿院落内的东、西配殿相连。是喇嘛印务处（办公处）的办公地点。[1]
- 印务处：位于无量寿佛殿以北，为中路最北的建筑。也是喇嘛印务处用房。[1]
- 玉柱堂：寺院东路建筑。位于无量寿佛殿东北方向。五间，硬山顶。正面两端的山墙前侧有雕花，中间的四根石柱上有蒙古文对联。石柱上端支撑着雨搭，雨搭宽约1.5米，雨搭之下、门楣之上有四十幅彩绘，其中每间八幅，均为戏曲彩绘，每幅表现一出戏，十分罕见。[4]堂内正中供有佛像，墙壁上挂有历代扎萨克达喇嘛的画像，以及十幅唐卡。这里是扎萨克达喇嘛的会客及议事场所。
  - 门：玉柱堂四周有高大的围墙，玉柱堂南面有一座大门，西侧则另外开有一扇小门。旧日，僧俗人等来玉柱堂拜会札萨克达喇嘛或办理公事，均走西侧的小门。小门南侧围墙上开有一个小窗，来人须先通过小窗向值班喇嘛讲明来意，由值班喇嘛通报，获得允许后方可进入院子。小窗周围的砖墙上，有许多深浅不一的洞，都是过去等待进入的人在等待时，因感到无聊而用手指挖出的。获得接见的僧人及蒙古王公，须在值班喇嘛的带领下，躬身进入，躬身退出。[4]
- 救度佛母殿：位于玉柱堂以北。
- 扎萨克达喇嘛寓所：二层楼房，面阔三间，硬山顶。位于玉柱堂东侧，同玉柱堂相接。[4]
- 膳食房：位于玉柱堂及扎萨克达喇嘛寓所以南偏东。